# Gobernación Capital (Kuwait)
Capital (árabe: العاصمه āl-’Āṣimah) o Al Asimah es una gobernación de Kuwait situada en la parte central del país, incluyendo la costa sur de la bahía de Kuwait y las islas Failaka, Miskan y Auhah al este en el Golfo Pérsico.
Al Asimah cuenta con una superficie de 200 kilómetros cuadrados y una población de unos 499.269 habitantes (cifras del censo realizado en el año 2007). La capital, así como la del país es la ciudad portuaria de Al Kuwait. La densidad poblacional de esta provincia es de 2.496,34 habitantes por cada kilómetro cuadrado de esta gobernación.
La gobernación mencionada en este artículo se localiza entre las siguientes coordenadas a saber: 29°21′57″N 47°58′40″E / 29.36583, 47.97778.
- Datos: Q1046645
- Multimedia: Capital Governorate (Kuwait) / Q1046645